# Ляпунов, Пётр Саввич
Пётр Саввич Ляпунов (ум. 1587) — русский военный деятель, голова и воевода во времена правления Ивана IV Васильевича Грозного и Фёдора Ивановича.
Из дворянского рода Ляпуновых. Старший сын Саввы Семёновича Ляпунова. Имел младшего брата Иова Саввича известного по родословным.

## Биография
В 1583-1584 годах третий воевода в Чебоксарах. 
В 1584-1585 годах осадный голова и начальник над донскими казаками в Данькове.
В апреле 1584 года, после смерти Ивана Грозного, братья Ляпуновы и Кикины распространили слух в народе, будто бы Богдан Яковлевич Бельский отравил царя, замышлял погубить нового царя Фёдора Ивановича и многих бояр, чтобы возвести на престол своего друга Бориса Годунова. Ляпуновы, Кикины и другие лица вносившие смуту были разосланы Годуновым, вслед за воцарением Фёдора Ивановича, в дальние города. Неизвестно, подвергся-ли такой участи Пётр Саввич и его дети, а также не знаем находились-ли они в числе мятежников, потому что в обоих случаях опальные Ляпуновы в документах не названы по имени, но с тех пор имя Петра Саввича в разрядных книгах не упоминаются.
Умер 17 мая 1587 года, приняв перед смертью в Исадском-Оболочинском монастыре иночество с именем  "Убололочецкий монах" Пафнутий. Погребён в рязанском селе Исады, которое он вероятно получил "в оклад" за службы. Над могилой имелось каменное надгробие с надписью: "Лета 7095 (1587) мая 17 на память св. Анастасии Андроника представился раб Божий Пётр Савин сын, Уболочецкий монах Пафнутий Ляпунов. Помяни его Бог душу во царствии небесном". 
Надгробные памятники Петра Савича и жены сына Прокопия Петровича — в иночестве Анна, дочери Никифора Денисовича Ушакова и других родственников похороненных здесь же, были уничтожены в 1939/40 годах.

## Семья
От брака с неизвестной имел детей:
- Ляпунов Александр Петрович — лидер Первого народного ополчения.
- Ляпунов Григорий Петрович — воевода, в 1606 году погиб в бою.
- Ляпунов Прокопий Петрович (ум. 1611) — знаменитый деятель времен смутного времени, ставший жертвою козней Д.Т. Трубецкого и И.М. Заруцкого и погибшего в лагере под Москвою в июле 1611 года.
- Ляпунов Захарий Петрович  —  в 1608 году собрал войско в Рязани и пошел к Зарайску, где бился в поляками. В сентябре 1611 года отправлен при послах к польскому королю Сигизмунду III.
- Ляпунов Семён Петрович — известен по родословным.